# Wettstetten
Wettstetten ist eine Gemeinde im oberbayerischen Landkreis Eichstätt.

## Geografie
Wettstetten liegt in der Region Ingolstadt, gehört aber zum Landkreis Eichstätt.

### Gemeindegliederung
Es gibt drei Gemeindeteile (in Klammern ist der Siedlungstyp angegeben):
- Adlmannsberg (Wochenendhaussiedlung)
- Echenzell (Kirchdorf)
- Wettstetten (Pfarrdorf)

Es gibt nur die Gemarkung Wettstetten.

### Nachbarorte und -gemeinden
| Böhmfeld                    | Schelldorf          | Stammham                   |
| Rackertshofen (Gaimersheim) | Kompass             | Lenting                    |
| Gaimersheim                 | Etting (Ingolstadt) | Oberhaunstadt (Ingolstadt) |

## Geschichte

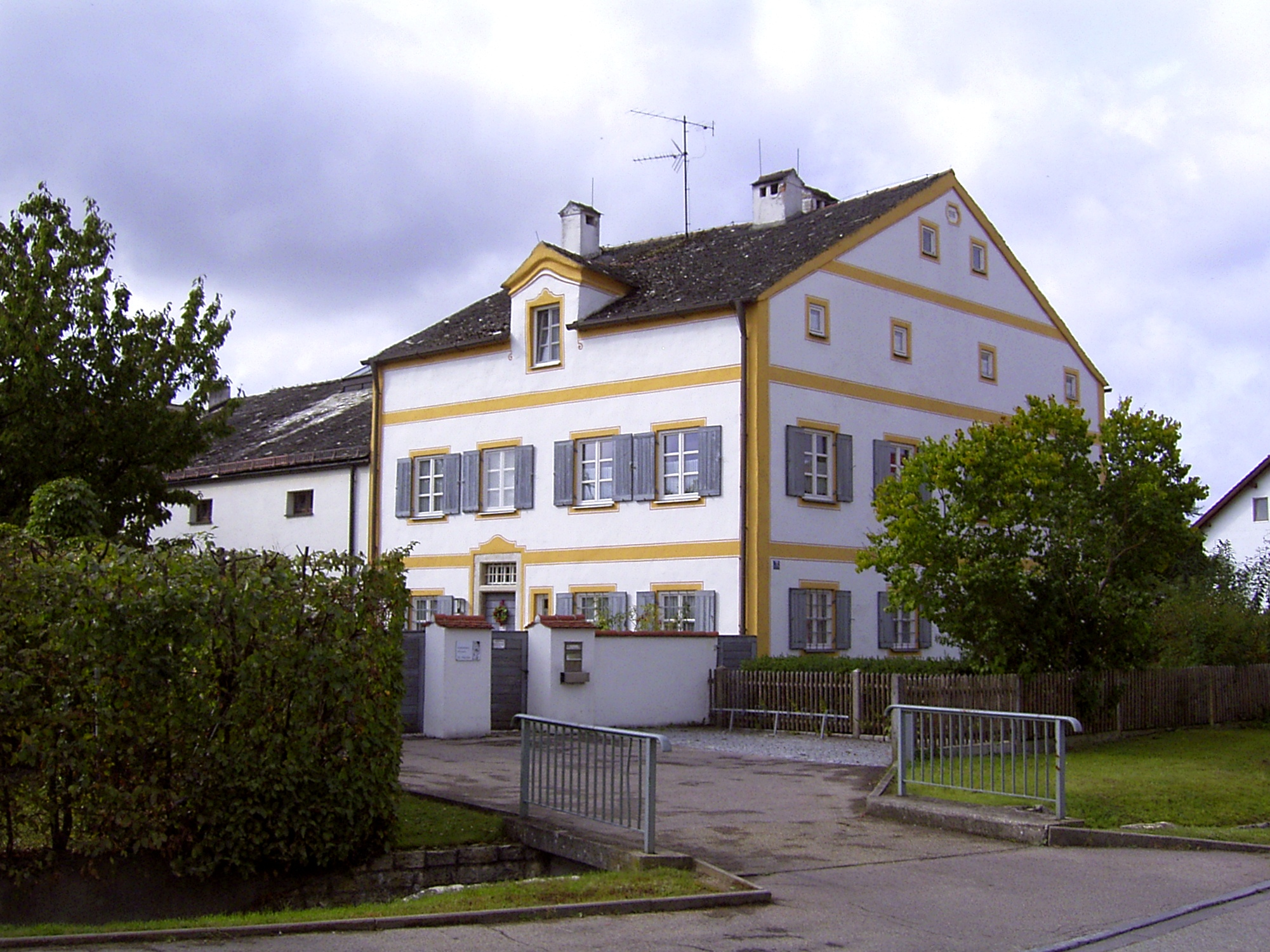
Pfarrhof in Jurabauweise, errichtet im 17. Jahrhundert

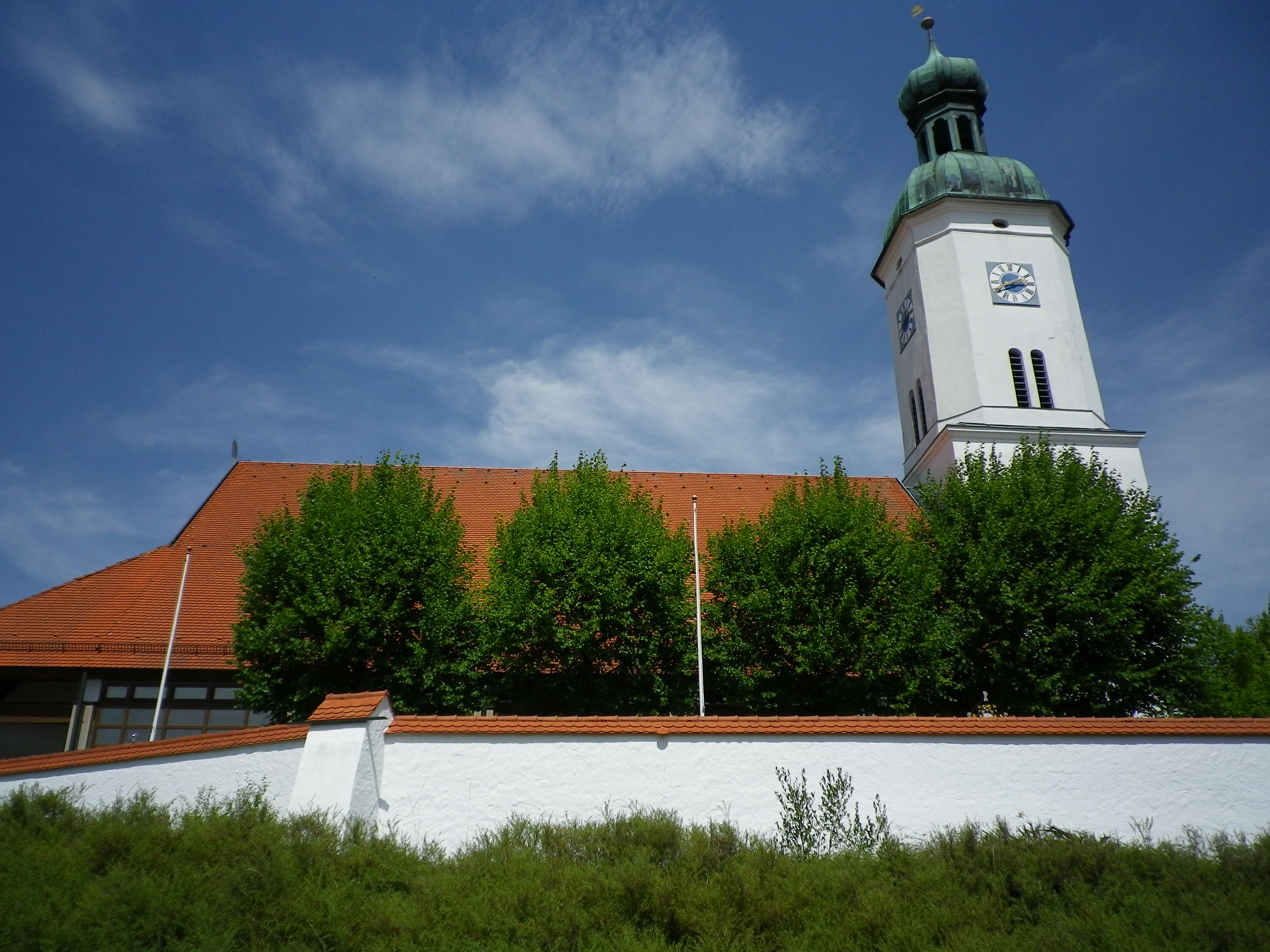
Kirche Sankt Martin

Die Spuren menschlicher Existenzen in der Flur von Wettstetten reichen bis in die letzte Kaltzeit (60.000 bis 70.000 Jahre). Später waren es Kelten und Römer, die noch heute sichtbare Zeugnisse ihrer einstigen Siedlungstätigkeit hinterlassen haben. Geologisch betrachtet gehört Wettstetten zum Jura, der hier nach Süden zur Donau abfällt. Die älteste urkundliche Erwähnung stammt aus dem Jahr 821, als der Abt Siegfried von Ilmmünster seine Erbgüter in Wettstetten an St. Emmeram zu Regensburg schenkt. Man nimmt auch an, dass es sich um eine Gründung der Bischöfe des Bistums Eichstätt handelt, das etwa um die Mitte des achten Jahrhunderts entstanden ist. Die Herrschaft übten zunächst die Grafen von Hirschberg aus. Im Jahre 1305 ging der Hirschberger Besitz infolge testamentarischer Verfügung des letzten Hirschberger Grafen, Gebhard VII., an den Bischof von Eichstätt.
Wettstetten (auch Echenzell) gehörte von diesem Zeitpunkt an bis zur Säkularisation im Jahre 1802 zum Hochstift Eichstätt, das ab 1500 im Fränkischen Reichskreis lag. Danach befand sich der Ort im Herrschaftsgebiet des Großherzogs und Erzherzogs Ferdinand III. von Toskana. Im Jahre 1806 kam Wettstetten an das Königreich Bayern. Im Jahre 1808 wurde aus Wettstetten, Adlmannsberg und Echenzelle der Steuerdistrikt Wettstetten gebildet. Bis Dezember 1817 war dieser dem Landgericht Eichstätt zugehörig. Mit Arrondierung des leuchtenbergischen Besitzes wurde dieser Zusammenschluss im Dezember 1817 als politische Gemeinde dem Landgericht Ingolstadt, dem späteren Landkreis Ingolstadt, zugeteilt. Dies blieb so bis zur Kreisgebietsreform, die am 1. Juli 1972 in Kraft trat. Seither gehört die Gemeinde Wettstetten zum Landkreis Eichstätt, der am selben Tag von Mittelfranken nach Oberbayern wechselte.
Über Jahrhunderte waren Dörfer dieser Art von der Bauernarbeit geprägt, wobei ergänzend gesagt werden kann, dass nach frühen Aufzeichnungen (z. B. 1447/48) in Wettstetten schon lange ein höherer Anteil von sogenannten Kleingütlern existierte, eine Art Landproletariat, das mehr und mehr außerhalb der Landwirtschaft Beschäftigung suchte. Die endgültige und tiefgreifende Änderung kam nach dem Ende des Zweiten Weltkrieges. Das nahe Ingolstadt wuchs aus den alten Festungsmauern und vollzog vor allem durch den Betrieb Audi (einst DKW) eine industrielle Expansion. Wettstetten wurde bis heute für viele zur begehrten Wohngemeinde.

## Einwohnerentwicklung
Zwischen 1988 und Ende 2023 wuchs die Gemeinde von 3624 auf 5089 um 1466 Einwohner bzw. um 40,5 %.
| Jahr | Einwohner |
| ---- | --------- |
| 1840 | 581       |
| 1861 | 482       |
| 1933 | 880       |
| 1946 | 1214      |
| 1961 | 1382      |
| 1970 | 1788      |
| 1980 | 3175      |

| Jahr | Einwohner |
| ---- | --------- |
| 1990 | 3946      |
| 1995 | 4194      |
| 2000 | 4424      |
| 2005 | 4703      |
| 2010 | 4821      |
| 2015 | 4851      |
| 2023 | 5089      |

## Politik

### Bürgermeister
Erster Bürgermeister ist seit dem 1. Mai 2014 Gerd Risch (Freie Wähler). Dieser wurde am 15. März 2020 mit 74,69 % der Stimmen für weitere sechs Jahre im Amt bestätigt.

### Gemeinderat
Der Gemeinderat besteht aus 20 gewählten Mitgliedern und dem ersten Bürgermeister.
Die Gemeinderatswahl 2020 mit einer Wahlbeteiligung von 65,02 % ergab folgende Mandatsverteilung:
- CSU 5 Sitze
- SPD 3 Sitze
- Freie Wähler 6 Sitze
- Bürgerliche Wählergemeinschaft (BWG) 6 Sitze

### Wappen
|                         | Blasonierung: „In Rot ein silberner Schräglinksbalken; oben ein wachsender senkrechter silberner Abtstab, unten eine schräglinks gelegte goldene Ähre.“ |
| Wappen 1980 angenommen. | |

## Wirtschaft und Infrastruktur

### Wirtschaft einschließlich Land- und Forstwirtschaft
Es gab nach der amtlichen Statistik im Jahr 2021 582 sozialversicherungspflichtige Arbeitsplätze (2014: 584), davon  0 (2014: 114) im produzierenden Gewerbe, 127 (2014:139) im Bereich Handel, Verkehr und Gastgewerbe und 198 (2014: 233) Beschäftigte bei Unternehmensdienstleistern und bei öffentlichen und privaten Dienstleistern 129 (2014: 98) Personen sozialversicherungspflichtig beschäftigt. Sozialversicherungspflichtig Beschäftigte am Wohnort gab es insgesamt im Jahr 2021 2325 (2014: 2044). Die Zahl der Auspendler war damit um 1743 höher als die der Einpendler.
Die Anzahl der Wohnungen stieg vom Jahr 2018 von 2196 Einheiten um 165 Einheiten (= 7,51 %) im Jahr 2021.
Im Jahr 2010 bestanden 25 landwirtschaftliche Betriebe, im Jahr 2020 nur noch 14 sämtlich ohne Großviehhaltung und einen Pferdehof ohne eigenen Pferdebestand.
Landwirtschaftlich genutzt waren im Jahr 2020 657 ha (2010: 809 ha) des Gemeindegebietes, davon waren im Jahr 2020 601 ha (2010 : 772 ha) Ackerfläche.
Wettstetten entwickelt sich immer mehr zu einem Wohn- und Schlafort mit fortschreitender Verstädterung.

### Verkehr
Wettstetten ist durch die Staatsstraße St2335 in östlicher Richtung an die Autobahnausfahrt Lenting, von dort weiter nach Manching mit einem Standort von Airbus und in westlicher Richtung an die Audi AG angebunden. Mehrere Gemeindeverbindungsstraßen stellen Verbindungen zu den umliegenden Gemeinden und zur Stadt Ingolstadt her.  Über einen Radweg, der allerdings im Bereich Etting der Stadt Ingolstadt unterbrochen ist, erreicht man schnell die Audi AG, den Bahnhof Ingolstadt Audi,  das Gymnasium Gaimersheim, die Ingolstädter Innenstadt sowie den Westpark. Wettstetten ist durch die Ingolstädter Verkehrsgesellschaft gut mit den umliegenden Gemeinden verbunden.

### Bildung und Soziale Einrichtungen
Es gibt folgende Einrichtungen (Stand 2023):
- die Kindertageseinrichtungen Kükennest, Storchennest, Ramba Zamba, Regenbogenland, St. Martin, kinderGlück
- Grundschule Wettstetten
- Jugendtreff
- Caritas Tagespflege
- privates Seniorenwohnheim

### Infrastruktur
Die Ärzteversorgung ist gewährleistet. Zwei Banken haben ihre Zweigniederlassungen am Ort. Freiwillige Feuerwehren im Hauptort und in Echenzell sorgen für den Brandschutz.

### Freizeit
Wettstetten besitzt mit dem TC 77 Wettstetten e. V. und dem SV Wettstetten zwei größere Sportvereine, die Tennisplätze und das „Waldstadion“ bespielen. In diesem Sportpark befindet sich auch eine Mehrzweckhalle und ein Skatepark. Zwei Kinderspielplätze in Wettstetten und ein Reiterhof in Echenzell runden das Angebot ab.